# Actinium(III)oxide
Actinium(III)oxide is een binaire chemische verbinding van het radioactieve actinium en zuurstof, het heeft de formule {\displaystyle {\ce {Ac2O3}}}. De stof is vergelijkbaar met de overeenkomstige lanthaan-verbinding lanthaan(III)oxide. In beide oxiden hebben lanthaan en actinium oxidatiegetal (3+). Actiniumoxide moet niet verward worden met Ac2O (azijnzuuranhydride), waarin Ac de afkorting is voor acetyl in plaats van het symbool voor het element actinium

## Synthese
Actinium(III)oxide  kan op meerdere manieren gevormd worden:
- {\displaystyle {\ce {4Ac(NO3)3 \ -> \ 2Ac2O3 \ + \ 12NO2 \ + \ 3O2}}}
- {\displaystyle {\ce {4Ac \ + \ 3O2 \ -> \ 2Ac2O3}}}
- {\displaystyle {\ce {2Ac(OH)3\ ->\ Ac2O3\ +\ 3H2O}}}
- {\displaystyle {\ce {Ac2(C2O4)3\ ->\ Ac2O3\ +\ 3CO2\ +\ 3CO}}}

## Reacties
Actinium(III)oxide is de uitgangsstof voor een groot aantal andere actiniumverbindingen, bijvoorbeeld:
- {\displaystyle {\ce {Ac2O3 \ + \ 6HF \ -> \ 2AcF3 \ + \ 3H2O}}}
- {\displaystyle {\ce {Ac2O3 \ + \ 6HCl \ -> \ 2AcCl3 \ + \ 3H2O}}}
- {\displaystyle {\ce {Ac2O3\ +\ 2AlBr3\ ->\ 2AcBr3\ +\ Al2O3}}}
- {\displaystyle {\ce {Ac2O3\ +\ 3H2S\ ->\ Ac2S3\ +\ 3H2O}}}